# Cefradina
La cefradina es un antibiótico de la familia de las cefalosporinas de primera generación, activo contra bacterias Gram positivas tales como el estreptococo beta hemolítico, estafilococos, incluyendo cepas productoras de penicilinasa, Escherichia coli, neumococo, Proteus mirabilis, especies Klebsiella, Haemophilus influenzae. La cefradina es rápidamente absorbida después de su administración oral en ayunas.

## Farmacocinética
Se puede usar por vía oral o parenteral.  Por vía oral se absorbe casi totalmente, de manera tal que su concentración plasmática es muy similar al usarla por esta vía o por vía intramuscular. Después de ingerir 500 mg por vía oral o aplicar la misma dosis por vía intramuscular, se consigue prácticamente la misma concentración plasmática: 14 ug/ml.

## Indicaciones
Afecciones del tracto respiratorio: bronquitis, neumonía lobar, amigdalitis, faringitis, otitis media, sinusitis. Afecciones del tracto urinario: cistitis, pielonefritis, prostatitis, bacteriuria, uretritis. Afecciones del tracto intestinal: diarrea bacteriana, salmonelosis, shigelosis. Afecciones del torrente sanguíneo, huesos (osteomielitis), articulaciones, de la piel y tejidos blandos: celulitis, furunculosis e impétigo. Prevención de infecciones quirúrgicas.  En presentación inyectable es también eficaz en peritonitis y meningitis.

## Precauciones
Se debe usar con cuidado en alérgicos a la penicilina por la posibilidad de reacción cruzada entre estos medicamentos. Se acumula en pacientes con disfunción renal. Su asociación con aminoglucósidos y/o diuréticos potentes puede incrementar el riesgo de toxicididad. Puede provocar reacciones falsos positivos con tabletas de Clinitest y solución de Benedict. En la lactancia, se excreta en la leche materna. Se ha publicado efectos secundarios como glositis, náuseas, vómitos, diarrea, gastroenteritis, urticaria, prurito, artralgia, elevación de las enzimas hepáticas, entre otras. Veracef contiene arginina, por lo que su uso en neonatos puede aumentar la insulinemia y provocar hipoglucemia.

## Efectos adversos
Al igual que con otras cefalosporinas, los efectos secundarios se limitan esencialmente a trastornos gastrointestinales y ocasionalmente, a reacciones de hipersensibilidad. 

## Posología
Para infecciones leves del aparato respiratorio y las causadas por bacterias Gram positivas en adultos así como para infecciones causadas por bacterias Gram negativas y del aparato digestivo o del genitourinario se suele administrar 500 mg cada 12 horas. En niños, se suele prescribir 25 – 50 mg por kg de peso cada día, sin exceder los 3 gramos cada día. Otras vías de administración o en casos graves de infecciones, se debe consultar con un facultativo especializado.
La presencia de alimento en el tracto gastrointestinal retarda la absorción, pero no afecta la cantidad total de cefradina absorbida. excelente en infecciones cutáneas como úlceras